# Націонал-соціалістичний механізований корпус

Прапор НСМК (НСКК)

Націонал-соціалістичний механізований корпус (НСМК, НСКК), нім. Nationalsozialistisches Kraftfahrkorps (NSKK) — напіввійськова організація в складі НСДАП.

## Опис
Організація виникла в 1931 році як правонаступник Націонал-соціалістичного автомобільного корпусу СА («Motor-SA»), який існував у 1930 році.
У травні 1931 року NSAK був перетворений в NSKK — Націонал-соціалістичний мотомеханізований корпус (Nalionalsozialtstisches Kraftfahrkorps).
Після перетворення NSAK в NSKK і наступного через три роки злиття з ним MSA, починаючи з 4 червня 1934 року, NSKK перетворився в окремий підрозділ партії, незалежне від штурмових загонів і підкорядкованого безпосередньо фюреру. NSKK складався з 5 моторизованих «обергрупп»: «Норд», «Ост», «Зюд», «Вест» і «Мітте». Кожна з цих «обергрупп» включала в себе 5 мотогрупп, які, в свою чергу, складалися з 6 «моторштаффельн». Останні мали у своєму складі 6 груп «моторштурм», а вони, в свою чергу, складалися з самих дрібних моторизованих одиниць: «труппен» і «шарен». Членство в NSKK було добровільним.
В 1934 році, після «Ночі довгих ножів», НСКК був виведений зі складу СА і став самостійним підрозділом у складі НСДАП. У 1932 році чисельність НСКК становила 10000 членів, у 1934 році — 350000, а до 1939 році зросла до 500000 членів. У завдання НСКК входило: контроль за використанням авто - та мототранспорту, розвиток автомобілізму, пропаганда автомобільного туризму, організація спортивних змагань, допомога поліції в патрулюванні автобанів, поширення ідей націонал-соціалізму.
До складу НСКК входили 23 спортивні мотошколи. З моменту створення посаду корфюрера займав Адольф Хюнляйн, а після його смерті в 1942 році — Ервін Краус.
Відомими членами корпусу були Альберт Борман (брат Мартіна Бормана), Франц-Йозеф Штраус (майбутній канцлер Баварії), Ханс Глобке, принц Карл Едуард Саксен-Кобург-Готський, а також майбутній чоловік королеви Нідерландів принц Бернард Ліппе-Бестерфельдський, Манфред фон Браухіч, Генріх Зауер.
Система звань та обмундирування НСКК багато в чому збігалися з тими, що існували в СА, відрізняючись лише в дрібних деталях.
У 1945 році НСКК був розпущений і на Нюрнберзькому процесі заборонений.

## Зображення

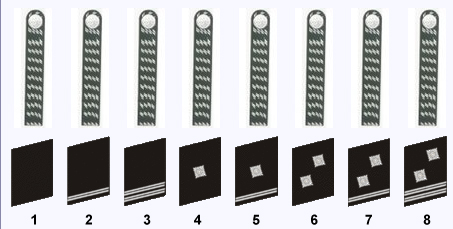
знаки розрізнення НСКК
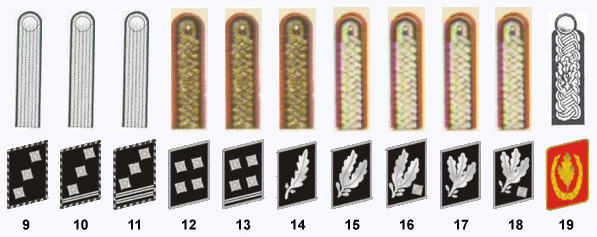
знаки розрізнення НСКК
Штандарт НСКК